# Partido Laborista Socialista (Reino Unido, 1903)

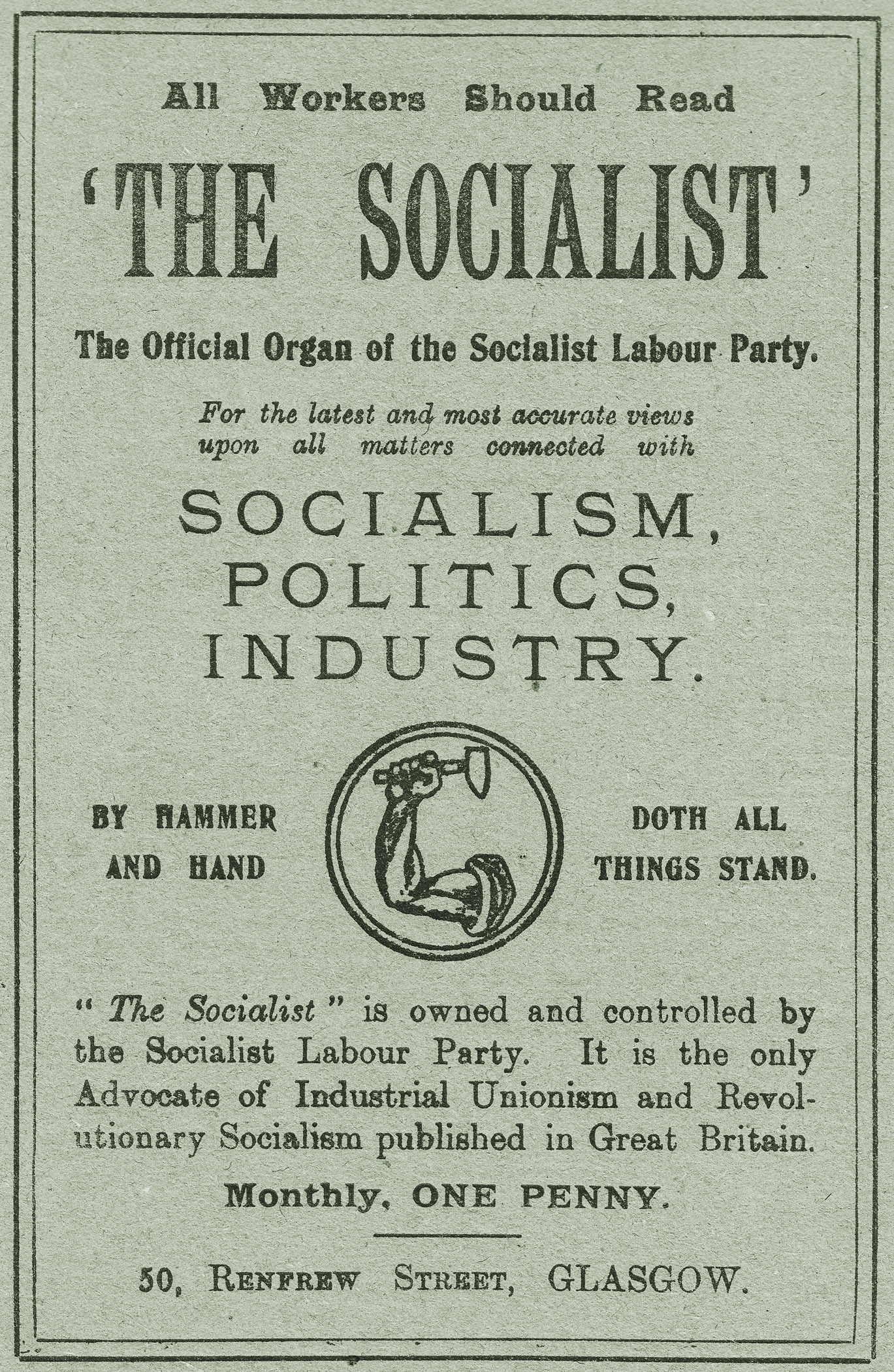
El Partido Laborista Socialista británico adoptó el familiar "brazo y martillo" de su homónimo estadounidense como logotipo oficial.

El Partido Laborista Socialista fue un partido político socialista en el Reino Unido . Se escindió de la Federación Socialdemócrata en 1903. Fue formado por James Connolly, Neil Maclean y otros miembros de la Federación impresionados con el pensamiento del socialista estadounidense Daniel de León, teórico marxista y figura significativa del Partido Socialista Laborista de América. Tras décadas de existencia como una organización pequeña, el grupo se disolvió en 1980.

## Historia

### Formación
El Partido Laborista Socialista Británico comenzó como una facción de la Federación Socialdemócrata, encabezada a nivel nacional por Henry Hyndman . Un grupo de miembros escoceses de la organización, encabezados por George Yates, criticó duramente la dirección del partido por apoyar la entrada del socialista conservador Alexandre Millerand en el gabinete burgués francés en el Congreso de la Segunda Internacional de 1900. El grupo atacó ĺa dirección del partido por reformista y comenzó a publicar sus críticas en The Weekly People, editado por Daniel DeLeon, órgano oficial del Partido Laborista Socialista de América .
La tendencia, inicialmente conocida como la "Sociedad Socialista de Glasgow", se hizo cargo de la publicación del periódico de James Connolly, The Socialist, en Escocia en 1902. A esto le sucedió una purga en la conferencia anual de la Federación de 1903. La dirección de la Federación tildó a los disidentes de "Imposibilistas".
El 7 de junio de 1903, el Partido Laborista Socialista formalizó su formación en una reunión en Edimburgo, y el ya existente periódico mensual  The Socialist fue declarado su órgano oficial. El partido comenzó con una membresía de unas 80 personas en 4 ramas: dos en Edimburgo, una en Glasgow y una en Falkirk .

Aunque profundamente influenciados por el Partido Laborista Socialista de América, los miembros de la incipiente organización británica buscaron su independencia intelectual desde la fundación de la misma. Mientras que el Partido Laborista Socialista de América se opuso firmemente al avance de las "demandas inmediatas" de mejora, la nueva organización británica optó por un programa de demandas inmediatas similar al de la Federación de la que se escindió. Hubo cierta discusión sobre si el nuevo partido debería adoptar un nombre completamente diferente para diferenciarse aún más de sus contrapartes estadounidenses. El sindicalista Tom Bell, delegado de la conferencia inaugural, recordó más tarde:
"La cuestión del nombre del nuevo partido requirió un poco de reflexión. Estábamos ansiosos por no crear la impresión que la Federación Socialdemócrata estaba tratando de fomentar, que éramos solo las herramientas del Partido Laborista Socialista de América. Pensamos en el 'Partido Socialista Republicano', etc., etc. Fue Connolly quien con su característica franqueza propuso el 'Partido Laborista Socialista'. 'No importa cómo te llames', declaró, 'te llamarán Partido Laborista Socialista de todos modos'. Y en el Partido Laborista Socialista nos convertimos".

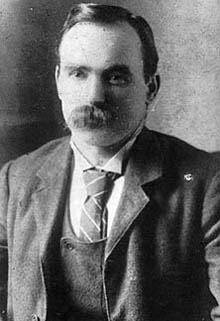
El líder laborista irlandés James Connolly fue una figura importante en la formación del Partido Laborista Socialista británico.

El sindicalista y republicano irlandés James Connolly intentó desempeñar un papel vital en la formación del Partido Laborista Socialista británico, viajando de un lado a otro de Escocia, acudiendo a docenas de reuniones en nombre de la organización. Sin embargo, sus esfuerzos fueron infructuosos, ya que no se produjo una gran afluencia de trabajadores escoceses a las filas del partido. El desarrollo de este se vio obstaculizado aún más por la partida de Connolly a los Estados Unidos en septiembre de 1903, exacerbada por la renuncia del editor de The Socialist, George Yates, ese mismo mes. Aun así, el grupo logró perseverar, con el joven ingeniero Neil Maclean como Secretario Nacional.
Como ocurría con el partido estadounidense del mismo nombre, en el que se inspiró, el Partido Laborista Socialista se consideraba a sí mismo una organización intransigente y con principios. El grupo se negó a trabajar con "reformistas" como los que poblaban la Federación Socialdemócrata o el Partido Laborista Independiente . En cambio, el Partido Laborista Socialista se centró en producir y distribuir su propia propaganda, volantes, panfletos y documentos pidiendo el establecimiento de un bloque de sindicatos industriales como primer paso necesario para la revolución socialista. El grupo insistió en evitar que sus miembros participaran en manifestaciones de desempleo, ya que eran "sentimentales" y creaban falsas esperanzas en la viabilidad del sistema existente. Haciéndose eco de la perspectiva del Partido Laborista Socialista de América, la mayoría del Partido Laborista Socialista escocés abogó por el uso de la acción política con fines propagandísticos y publicitarios.
El Partido Laborista Socialista era una organización altamente disciplinada y centralizada. Siguiendo el ejemplo de su contraparte estadounidense, ordenó que su prensa central fuera propiedad directa del partido. Buscó hacer cumplir la pureza ideológica de su propaganda impresa a través de un requisito estricto de que ninguna rama pudiera distribuir ningún tipo de literatura que no hubiera sido previamente aprobada por el Comité Ejecutivo del partido El partido vio el camino a la revolución socialista bloqueado por una burocracia conservadora en la cima del movimiento sindical establecido, comprometida con una política "pura y simple" de aumentar los salarios y mejorar las condiciones en el lugar de trabajo en vez de luchar por la organización socialista de la industria como tal. En su lugar, el partido buscó establecer una red de sindicatos explícitamente socialistas que lucharían contra los llamados "faquires laborales" del movimiento sindical existente. Sin embargo, la organización nunca tuvo suficientes números para llevar a la práctica sus ideas.
El Partido Laborista Socialista mantuvo su sede en Escocia, donde se encontraban la mayoría de sus miembros, aunque estableció algunos miembros individuales y una pequeña sección en el norte de Inglaterra, especialmente en Yorkshire . Por lo tanto, la organización estaba bien situada para desempeñar un papel de liderazgo en el movimiento Red Clydeside . Tuvo mucha influencia en el Comité de Trabajadores de Clyde, pero no lograron convertirlo al socialismo. Otros miembros, como JT "Jack" Murphy, fueron influyentes en el Comité de Trabajadores de Sheffield y abandonaron gradualmente la estrategia deLeonista de crear sindicatos duales, llegando a adoptar la estrategia de trabajar dentro de los sindicatos existentes y "penetrar desde adentro " en un esfuerzo por convertirlos a sus ideas.

### La cuestión de la afiliación internacional
El nuevo partido decidió enviar una delegación al Congreso de Ámsterdam de 1904 de la Segunda Internacional y seleccionó un grupo de cinco para representar a la organización. Al llegar, el comité de credenciales del congreso les dijo a los escoceses del Partido Laborista Socialista que presentaran sus credenciales para participar a la delegación británica, un grupo que incluía a la Federación Socialdemócrata rival. La delegación del partido se negó y fue excluida del congreso por el resto de los procedimientos. Esta experiencia sirvió para aumentar la sospecha del partido hacia la Internacional y el partido permaneció sin afiliación.
Después del Congreso, la figura principal del Partido Laborista Socialista de América, el editor del partido Daniel DeLeon, visitó a sus seguidores escoceses de camino a Estados Unidos. Un historiador recordó más tarde que "la visita de DeLeon no fue más que un éxito moderado. Sus discursos tenían más sabor a aula universitaria que a plataforma socialista. No tenía nada de la floreciente retórica que en ese momento se consideraba esencial".
En julio de 1905, el partido había establecido un total de nueve ramas, incluidos grupos en Oxford, Southampton, Birmingham y Londres . La rama de Oxford fue particularmente influyente, con el partido avanzando con los sindicalistas matriculados en Ruskin College y la literatura del partido jugando un papel en el movimiento de huelga local, así como en el establecimiento de Central Labor College y Plebs League .
El Partido Laborista Socialista publicó una amplia gama de literatura marxista y emergió como el distribuidor más importante de literatura marxista en Gran Bretaña. Se ha señalado que "apenas puede haber una sola persona involucrada en la fundación del Partido Comunista de Gran Bretaña que no haya estado, en algún momento, influenciada por el Partido Laborista Socialista y su literatura".

### El sindicalismo industrial de la IWW
En 1905 se estableció se estableció en los Estados Unidos los Industrial Workers of the World (IWW), un sindicato industrial revolucionario que buscaba organizar a los trabajadores de todas las industrias como preludio de la transformación socialista de la economía. El teórico del Partido Laborista Socialista de América Daniel DeLeon estuvo entre los líderes radicales que se unieron para establecer la nueva organización, un grupo que incluía a Eugene V. Debs del Partido Socialista de América y William "Big Bill" Haywood de la Federación Occidental de Mineros . Se hicieron intentos paralelos para establecer la organización IWW en Canadá, Australia, Gran Bretaña y otros lugares.

El liderazgo del Partido Laborista Socialista con sede en Glasgow se apresuró a seguir el ejemplo de DeLeon y el Partido Laborista Socialista de América, respaldando con entusiasmo a la nueva organización IWW. Sin embargo, esta decisión tuvo el costo de casi destrozar el Partido Laborista Socialista británico. El activista del Partido Laborista Socialista Tom Bell, entonces un joven de 24 años a cargo del departamento de literatura del partido, recordó en su autobiografía la decisión de 1905 de respaldar a la IWW:
"[La decisión] fue tan aguda y radical, y tan opuesta a nuestra actitud tradicional hacia los líderes de los sindicatos y del Partido Socialista, que causó cierta confusión entre nosotros. . . . Hubo resentimiento por... comprometer al partido a tal cambio de política sin discusión. . . . Tuvimos feroces discusiones en Glasgow sobre la cuestión de la política y finalmente, con un grupo mayoritario en nuestra rama, renuncié al partido. Permanecimos afuera durante casi un año".
A pesar de su adhesión al sindicalismo industrial revolucionario, el Partido Laborista Socialista todavía creía en el uso de las urnas con fines educativos a corto plazo y como una herramienta transformadora en el futuro, cuando la clase obrera se hubiera acercado a sus ideas. Mantuvo la organización de su partido pero estableció un grupo de propaganda, los Defensores Británicos del Sindicalismo Industrial . Algunos miembros del partido tomaron con fervor las ideas de la amargamente antipolítica IWW. En 1908 una tendencia minoritaria sindicalista, la Unión de Industriales, encabezada por EJB Allen, se organiza y sale del Partido Laborista Socialista, desligándose de todo trabajo político.
Con los ojos puestos en Estados Unidos, el Partido Laborista Socialista inició su propia federación de sindicatos industriales, similar a los IWW. La encarnación británica, establecida en febrero de 1906, se conocía como los defensores británicos del sindicalismo industrial (BAIU). Este grupo era esencialmente una sociedad de propaganda en sus inicios, que intentaba difundir las ideas de Daniel DeLeon sobre el sindicalismo industrial revolucionario. Este grupo se reorganizó en 1909 como Trabajadores Industriales de Gran Bretaña, con un movimiento hecho para reclutar sindicalistas industriales en oposición a la burocracia sindical establecida, considerada por el SLP como uno de los enemigos más acérrimos e incorregibles de la clase obrera radical. A pesar de las metas y los deseos, el pequeño Partido Laborista Socialista fracasó singularmente en sus esfuerzos por desafiar a los sindicatos establecidos del TUC.
La pureza había tenido un precio. El incondicionalmente antirreformista Partido Laborista Socialista, anticompromiso e imposibilista se encontró en gran medida aislado de la clase obrera británica, una pequeña secta en un gran océano de clase obrera. Sin embargo, la agitación del partido por el sindicalismo industrial atrajo a otros en la esfera política radical. La idea del sindicalismo industrial impregnó el ala izquierda de la Federación Socialdemócrata, convirtiéndose más o menos en una característica ideológica permanente de esa organización y de su sucesor después de 1911, el Partido Socialista Británico . Esta orientación común, un rechazo del sindicalismo artesanal tradicional y hacia el sindicalismo industrial que incluye a los trabajadores no calificados, hizo que el llamado a un nuevo Partido Comunista fuera un llamado que muchos activistas del SLP encontraron imposible de resistir.

### El Partido Laborista Socialista y el emergente movimiento comunistartido Laborista Socialista y el emergente movimiento comunista

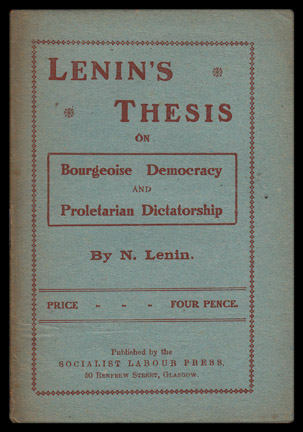
El Partido Laborista Socialista se inspiró en la Revolución Bolchevique y perdió un grupo de sus miembros ante el nuevo Partido Comunista de Gran Bretaña en 1920.

Como resultado de su trabajo en el campo industrial y su implacable enfoque en el trabajo educativo, algo que tenían en común con el radical escocés John MacLean del Partido Socialista Británico, el Partido Laborista Socialista había crecido hasta el punto en que podía contar con más de 1000 miembros en 1919. Su órgano oficial, The Socialist, contaba con una tirada de 8.000 ejemplares a principios del próximo año.
El Partido Laborista Socialista también fue extremadamente activo en la publicidad de la lucha por la autodeterminación nacional que se estaba llevando a cabo en Irlanda. Que uno de los líderes de la lucha de liberación nacional irlandesa, James Connolly, también había sido uno de los fundadores del Partido Laborista Socialista, fue señalado con orgullo por los escritores de la prensa del partido en este período.
A partir de 1918, entusiasmado por el éxito bolchevique en la Revolución Rusa, el Partido Laborista Socialista abrió conversaciones con el Partido Socialista Británico con el objetivo de formar un Partido Comunista Británico. Sin embargo, la dirección no pudo estar de acuerdo con el plan del Partido Socialista Británico de afiliar el nuevo partido al Partido Laborista y se negó a unirse a la fundación del Partido Comunista de Gran Bretaña.
Esta decisión de la dirección del partido indignó a muchos miembros de base de la organización. Una sección de la organización, incluidas figuras clave como el activista del Movimiento de Delegados Sindicales Jack Murphy, formó una facción organizada llamada Grupo de Unidad Comunista, que finalmente abandonó el SLP para unirse al CPGB en su conferencia fundacional en el verano de 1920. También se unieron otros miembros destacados de la Partido Laborista Socialista, como Arthur MacManus y William Paul . La pérdida de tales activistas clave fue un duro golpe para el Partido Laborista Socialista.

### Declive y disolución definitiva
Leonard Cotton reorganizó un pequeño remanente del Partido Laborista Socialista y sobrevivió durante muchos años. Aunque el partido parece haber estado moribundo en la década de 1960, fue revivido por gente más joven y finalmente se disolvió en 1980.
Un grupo disidente en Edimburgo, la Sección Británica del Partido Laborista Socialista Internacional, se volvió hacia el trotskismo y se convirtió en el Partido Socialista Revolucionario, fusionándose con la Liga Socialista Revolucionaria en 1938.

## Conferencias
| Año                                                                        | Nombre                | Ubicación | fechas     | delegados |
| -------------------------------------------------------------------------- | --------------------- | --------- | ---------- | --------- |
| 1903                                                                       | Conferencia inaugural | Edimburgo | 7 de junio |           |
| 1904                                                                       |                       |           |            |           |
| 1905                                                                       |                       |           |            |           |
| 1906                                                                       |                       |           |            |           |
| 1907                                                                       |                       |           |            |           |
| 1908                                                                       |                       |           |            |           |
| Fuente: Raymond Challinor, Los orígenes del bolchevismo británico, passim. |                       |           |            |           |

## Secretarios Generales
- 1903: Neil Maclean
- 1907: Frank Budgen
- 1910: Leonard algodón
- 1918: Tom Bell
- 1919: Tom Mitchell
- 1929: Leonard algodón
- 1956: TA Kelly

## Miembros destacados
- E.J.B. Allen
- Tom Bell
- John S. Clarke
- James Connolly
- David Kirkwood
- Arthur MacManus
- Neil Maclean
- Seán McLoughlin
- John William Muir
- J.T. "Jack" Murphy
- William "Bill" Paul
- George S. Yates